# Spider-Man Unlimited (videojuego)
Spider-Man Unlimited es un videojuego endless runner desarrollado y publicado por Gameloft. Se basaba en el superhéroe de Marvel Comics Spider-Man. El jugador controla al personaje del título y sus versiones alternativas durante su lucha contra los miembros de los Seis Siniestros y sus homólogos del multiverso. El modo principal del juego presenta objetivos definitivos en contraste con el objetivo tradicional de correr lo más lejos posible. El juego también era conocido por tener eventos comunitarios regulares, especiales y de tiempo limitado.
Anunciado en junio de 2014, Spider-Man Unlimited se lanzó para Android, iOS y Windows Phone el 10 de septiembre de 2014. A partir de octubre de 2014, Gameloft lanzó varias actualizaciones que añadían capítulos al modo historia, Spider-Men y Spider-Women, enemigos, eventos y escenarios. El juego dejó de publicarse en marzo de 2019. Se ha descargado 30 millones de veces y ha sido bien recibido por la crítica de videojuegos. Los críticos alabaron los controles, el sonido, la animación y la variedad de personajes del juego, mientras que criticaron su sistema de energía, que consideraron un límite para su jugabilidad.

## Trama
Después de que Spider-Man derrote a una figura conocida como el Duende Dorado, Nick Fury le cuenta que el Duende Verde ha usado un portal para reunir a los Seis Siniestros del multiverso y planea apoderarse de la dimensión de Spider-Man. S.H.I.E.L.D. utilizó el portal para reunir versiones alternativas de Spider-Man y otros héroes con poderes arácnidos como Spider-Girl, Spider-Ham y Spider-Man 2099 para ayudar en la batalla. Spider-Man persigue al Duende Verde y a sus versiones alternativas. Tras derrotar a los Duendes alternativos, Spider-Man lucha contra varias versiones de Buitre, Electro, Hombre de Arena, Doctor Octopus y Mysterio, así como contra los Soldados Siniestros, soldados blindados que trabajan para los Seis Siniestros del multiverso.

## Sistema de juego
Spider-Man Unlimited es un videojuego endless runner en el que Spider-Man corre por los tejados de Nueva York, incluido el del edificio Oscorp, así como naves espaciales de los Seis Siniestros y una máquina gigante del Doctor Octopus, mientras esquiva obstáculos, derrota enemigos y recoge potenciadores y viales. Los enemigos normales se derrotan con ataques de deslizamiento y puñetazos, mientras que los jefes requieren que el jugador les lance proyectiles. Los jugadores ganan combos derribando enemigos; casi golpear un obstáculo o atravesar un anillo también aumenta la cuenta de combo del jugador. Las secciones en las que Spider-Man se balancea por las calles, trepa por los laterales de los edificios y se lanza en caída libre desde ellos se intercalan con las partes de carrera del juego.
El juego cuenta con un modo historia que, a diferencia de los endless runners tradicionales, presenta objetivos definitivos por ejemplo, derrotar a un número predeterminado de enemigos, recoger objetos al azar, alcanzar un punto concreto o derrotar al jefe. Se divide en capítulos, llamados «temas», cada una con 5 misiones principales que terminan con una lucha contra un jefe, y varias misiones secundarias. Algunas misiones solo pueden ser completadas por una versión específica de Spider-Man. Otras estaban restringidas a personajes de cierto nivel; pero con la tercera actualización, se modificó para requerir una cierta cantidad de «Poder arácnido», o el multiplicador de equipo del jugador. Al completar misiones, el jugador puede ganar puntos de experiencia para alcanzar el siguiente nivel y moneda del juego: viales normales o ISO-8 más raros. Los jugadores pueden mejorar sus potenciadores y comprar versiones alternativas de Spider-Man gastando viales.
Para conseguir una nueva versión de Spiderman como «tarjeta», los jugadores pueden usar sus viales o ISO-8 para abrir portales a una dimensión alternativa desde la que llega un Spiderman elegido al azar. Cada carta se puede subir de nivel y tiene una clasificación por estrellas llamado tope de nivel. Para subir de nivel una carta, los jugadores pueden ganar puntos de experiencia durante una carrera. También se puede sacrificar una carta para subir de nivel otra, y fusionando dos cartas iguales, los jugadores pueden aumentar el límite de nivel de una carta. Al usar viales, que suelen dar a los jugadores un personaje de 3 o 4 estrellas, los jugadores tienen una pequeña posibilidad de conseguir una versión rara de Spider-Man, mientras que ISO-8 les asegura una rara. Cada carta tiene un multiplicador de puntuación que se incrementa una vez que la Araña sube de nivel y una habilidad especial. Por ejemplo, Spider-Armor aumenta un 30 % la puntuación obtenida al correr. Cada carta ocupa una ranura de personaje, de las que hay seis disponibles. Los jugadores pueden desbloquear ranuras completando un número, o puede comprarlo utilizando viales y, a medida que aumenta el precio, ISO-8s.
Además del modo historia, el juego cuenta con un modo ilimitado al estilo endless runner de facto y de duración limitada, juegos basados en la puntuación. La tabla de clasificación del modo ilimitado otorga premios en función de la clasificación diaria. En los eventos, los jugadores pueden competir contra otros jugadores y ganar recompensas; los jugadores ganan el Spider-Man que aparece en ese evento clasificándose en determinadas posiciones de la tabla de clasificación o alcanzando ciertos objetivos. La séptima actualización añadió un modo de alianza para los jugadores en línea; se trata de una competición territorial para hacerse con la posesión de las calles de Nueva York, en la que el jugador puede unirse a una alianza o crear una propia para enfrentarse a las alianzas de los demás. Además, los jugadores pueden completar misiones extra llamadas «Spidey Ops», en las que uno o más personajes, hasta un máximo de seis, dejan de estar disponibles durante un periodo de tiempo determinado; cuando vuelven, ganan experiencia y viales.
El sistema de energía del juego da a los jugadores 5 puntos de energía al principio. Comenzar una carrera en cualquier modo cuesta un punto, y tarda 10 minutos en recargarse. Los jugadores pueden pagar para recargar energía gastando ISO-8. Los jugadores pueden hacer amigos en la tabla de clasificación; una vez al día pueden enviar y solicitar 5 puntos de energía, que se almacenan en sus bandejas de entrada.

## Desarrollo y lanzamiento
Spider-Man Unlimited ha sido desarrollado y publicado por la empresa parisina Gameloft. Su banda sonora fue compuesta por Pascal Dion, y fue dirigida por Baptiste Marmey, producida por Steve Melanson, diseñada por Corentin Delprat y programada por Jerome Chen. En un comunicado de prensa del 6 de junio de 2014, Gameloft anunció que se había asociado con Marvel Entertainment y que estaba desarrollando un juego basado en Spider-Man para smartphones y tabletas. Ese mismo mes, durante la Electronic Entertainment Expo, se exhibió un tráiler de anuncio y el juego se hizo jugable. En julio se mostró un segundo tráiler en la Comic-Con de San Diego. El juego salió a la venta para iOS, Android OS y Windows Phone el 10 de septiembre.
La idea del juego surgió cuando el equipo de producción pensó que los juegos endless runner eran populares pero siempre demasiado parecidos. Para crear un endless runner que se diferenciara de otros del género, el equipo se centró en los principales poderes de Spiderman, lo que en un principio dio lugar a un juego sólo de balanceo. Sin embargo, les pareció «un poco aburrido», y era complicado tener combates contra jefes y añadir nuevos sistemas y estilos de juego. Entonces reconceptualizaron el juego como un runner con elementos de balanceo, lucha, escalada de muros y caída libre. El argumento del juego se creó para centrarse en los Seis Siniestros y las múltiples versiones de Spider-Man. Gameloft podía explorar otras historias, como el Spider-Verse, pero tenía que consultar con Marvel para decidir cuáles iban a aparecer. La responsable de producto, Tatiana Nahai, fue la encargada de elegir entre las opciones y discute las ideas con el diseñador narrativo. Después de que el diseñador narrativo crea la trama principal y los diálogos, consultan al escritor de Marvel Fred Van Lente para que les dé su opinión. El mismo proceso de contar con la opinión de Marvel se produce para la adición de nuevos personajes y entornos. Los entornos fueron creados por el equipo de diseño de niveles, que se encargó de decidir qué obstáculos o tipos de ataques de jefes encajaban mejor, en función de lo distintos que fueran de otros niveles. A medida que se publicaban nuevas actualizaciones, aparecían nuevos entornos como el Highline de Nueva York, se han añadido 2099 Nueva York y Nueva York nevada.
Las técnicas de animación de los personajes se basaron en anteriores juegos, películas y cómics de Spiderman. Los personajes se diseñaron para estar equilibrados y, con esto en mente, el equipo de producción intentó implementar habilidades similares para los Spider-Men y las Spider-Women, a pesar de darles habilidades diferentes. En un principio, Marvel solo permitía al personal utilizar 30 personajes, pero los desarrolladores consideraron que era limitado —solo había 1 personaje femenino, por ejemplo— y pidieron más variedad. También se tuvieron en cuenta las peticiones en sus foros, página de Facebook, subreddit y Twitch, pero siempre se centraron en lanzamientos temáticos; por ejemplo, «Arañas monstruosas» (Spider-X y Tarántula) o variaciones dimensionales de Spider-Man. Desde el inicio del juego, el equipo de producción planeó añadir un personaje con un tope de nivel superior a 100, ya que imaginaban que los jugadores acabarían dominando a todos los personajes disponibles. Esto dio lugar a la creación de los personajes «Titán» para ampliar el valor de rejugabilidad del juego. Sin embargo, para evitar que se volvieran demasiado poderosos y redujeran el valor de otros personajes, dificultaron la adquisición de Titanes.
Gameloft lanzaba con frecuencia actualizaciones del juego. El principal motivo para añadir nuevas actualizaciones era agrupar temáticamente a los personajes y sincronizarlos con Marvel Comics. Como tal, la primera actualización, lanzada en octubre de 2014, dio comienzo a la trama de «Spider-Verse»; este siguió siendo el tema principal hasta la cuarta actualización, lanzada en abril del año siguiente. Los principales villanos de esta trama, los Herederos, se enfrentaron en el evento «La Gran Cacería»; primero Karn y Morlun, luego Daemos y Jennix, y, en última instancia, Solus. La séptima actualización, lanzada en septiembre de 2015, añadió al juego eventos y entornos basados en el argumento de Spider-Island. El octavo, publicado en octubre, continuaba Spider-Island y añadía a Annie Parker, personaje de Amazing Spider-Man: Renew Your Vows, y trajes de la historia All-New, All-Different. El juego incluso se anticipó a los cómics cuando un nuevo traje de Spider-Woman debutó en la segunda actualización, lanzada en diciembre de 2014, antes de su debut en los cómics en marzo de 2015.
Las actualizaciones también contribuyeron al modo historia principal; la primera añadió al Hombre de Arena como jefe, mientras que la cuarta añadió al Doctor Octopus, el sexto añadió a Mysterio, y Venom se añadió en la actualización de agosto de 2016. A través de las actualizaciones se añadieron nuevos personajes con frecuencia, y algunos de ellos, como Spider-Gwen, Silk, Spider-Punk y Arácnido Jr. hicieron su primera aparición en Spider-Man Unlimited. Otro contenido habitual de las actualizaciones eran los combates temáticos contra villanos específicos, como Jack O'Lantern, Hydro-Man, y Silver Sable. La sexta mejora los contadores de objetivos de los eventos, mientras que la séptima añadió eventos cortos de tipo misión. Algunas actualizaciones, como la primera y la sexta, también incluían correcciones de errores, mientras que el primero lo adaptó para funcionar en dispositivos Windows Phone con 512 megabytes de RAM, y la sexta también lo hizo compatible con el Programa MFi.
Coincidiendo con el estreno de Avengers: Infinity War el 27 de abril de 2018, el juego lanzó un evento tie-in que involucraba a Thanos en su búsqueda por reunir las Gemas del Infinito. La actualización 32 del juego también contó con el lanzamiento de la Iron Spider basada en la encarnación cinematográfica, así como con la introducción de otros personajes, en particular los de la historia del Venomverse. El 20 de diciembre, Gameloft anunció que el juego no recibiría más actualizaciones y que se cerraría el 31 de marzo de 2019.

## Recepción
Spider-Man Unlimited ha tenido una buena acogida entre los clientes; en diciembre de 2014, se había descargado más de 30 millones de veces. Los medios de comunicación señalaron que tenía una base de fanáticos «entregada» y «acérrima». Los críticos han proporcionado «críticas generalmente favorables», según Metacritic, que asigna una puntuación de 79 sobre 100 basada en 10 reseñas. Jim Squires, que escribe para Gamezebo, afirma que el juego «es a la vez cómo se hace bien un runner Y cómo se hace bien un juego de superhéroes». Shaun Musgrave de TouchArcade lo recomendó tanto a los fanáticos de Spider-Man como a los de los endless runners. Justin McElroy de Polygon afirma que «Spider-Man Unlimited es un juego de primera categoría por sí solo». El personal de Download.com apreció su combinación de «grandes gráficos, habilidades de superespía y la sensación de la vieja escuela de un juego de carreras clásico». Para 148Apps.com, Jennifer Allen escribió: «A pesar de [algunos problemas], Spider-Man Unlimited es un endless runner sorprendentemente bien hecho». Peter Willington de Pocket Gamer escribió que los que esperaban un juego de Spider-Man «se sentirían decepcionados», pero que se trata de «un auto-runner de gran calidad».
Squires, Willington y McElroy elogiaron la capacidad de respuesta de los controles del juego, y el personal de Download.com disfrutó de su intuitividad. En cuanto al audio, Musgrave y Willington alabaron el doblaje, Musgrave la banda sonora y Willington los efectos de sonido. Musgrave, Willington y McElroy también elogiaron la animación; Musgrave y Willington apreciaron sobre todo el estilo de cómic, y Musgrave y McElroy los entornos variados. Squires dijo que tiene «una mezcla perfecta de velocidad, humor, misiones y coleccionables», mientras McElroy y el equipo de Download.com destacaban la posibilidad de contar con Spider-Men coleccionables. Squires y Musgrave elogiaron la variabilidad entre correr, balancearse, trepar y la caída libre; el primero afirmó que «el resultado es un juego que sigue sintiéndose fresco mucho después de la centésima jugada».
Musgrave comentó que «el estilo artístico a veces entorpece la jugabilidad», y Willington criticó el modo historia, del que dijo que tenía una «trama débil» y carecía de desarrollo de personajes. El personal de Download.com también observó algunos retrasos y fallos de software, mientras que Musgrave y Allen afirmaron que los controles a veces tenían problemas para reconocer los barridos. Squires comentó que un problema del juego es su límite de nivel cuando el jugador utiliza un solo personaje. Sin embargo, según Musgrave, el sistema de energía del juego fue «el mayor punto de controversia»; él, Willington, Allen y Mike Fahey de Kotaku lo criticaron. En contra, McElroy dijo que el sistema de energía es un «gancho de microtransacciones» fácilmente superable sin gastar dinero real, y Squires afirmó que, debido a la duración de la carrera, «acaba pareciendo mucho más justo en la práctica de lo que parece sobre el papel». David Chapman de Common Sense Media, elogió en general el juego y afirmó que «capta muy bien la esencia de los cómics», pero criticó los frecuentes anuncios y ventanas emergentes, que contribuyen a lo que describió como una «presión constante para comprar algo».
Cuando Gameloft anunció que Spider-Man Unlimited dejaría de publicarse, Ryan Winslett de CinemaBlend y Tyler Fischer de ComicBook.com señalaron que los fanáticos se sentirían decepcionados, ya que la trama del juego no había concluido, lo que suponía un cliffhanger. Sin embargo, Fischer señaló que algunos aficionados ya lo esperaban, mientras que Winslett afirmó que no es raro que un juego para móviles se cierre sin previo anuncio, lo que hizo que el aviso de tres meses sonara bien. Winslett también consideró sorprendente la interrupción, ya que las propiedades relacionadas con Spider-Man en ese momento, como Spider-Man: Homecoming, Spider-Man: un nuevo universo y Marvel's Spider-Man, tuvieron éxito comercial.